# Kouka (Zypern)
Kouka (griechisch Κουκά) ist eine Gemeinde im Bezirk Limassol in der Republik Zypern. Bei der Volkszählung im Jahr 2021 hatte sie 14 Einwohner.

## Name
Einer Version zufolge erhielt das Dorf seinen Namen von dem Gründer der Dorfkirche „Heilig-Kreuz“, der „Kokas“ hieß. Dieser Bewohner befindet sich auf dem Kopf des „Kokan“ (Zopf oder Brötchen). Dann änderte sich der Name in „Kuka“. Eine andere Version besagt, dass Kokas der Bewohner war, der das meiste Land im Dorf besaß.
Eine weitere Version besagt, dass das Dorf seinen Namen von einem Adeligen der oberen sozialen Schicht Zyperns, „Koukas“, erhielt, der mit seiner Jagdgesellschaft durch die Gegend zog. Er war von der Schönheit der Gegend beeindruckt und beschloss, eine Siedlung zu errichten, der er seinen Namen geben würde.

## Lage und Umgebung

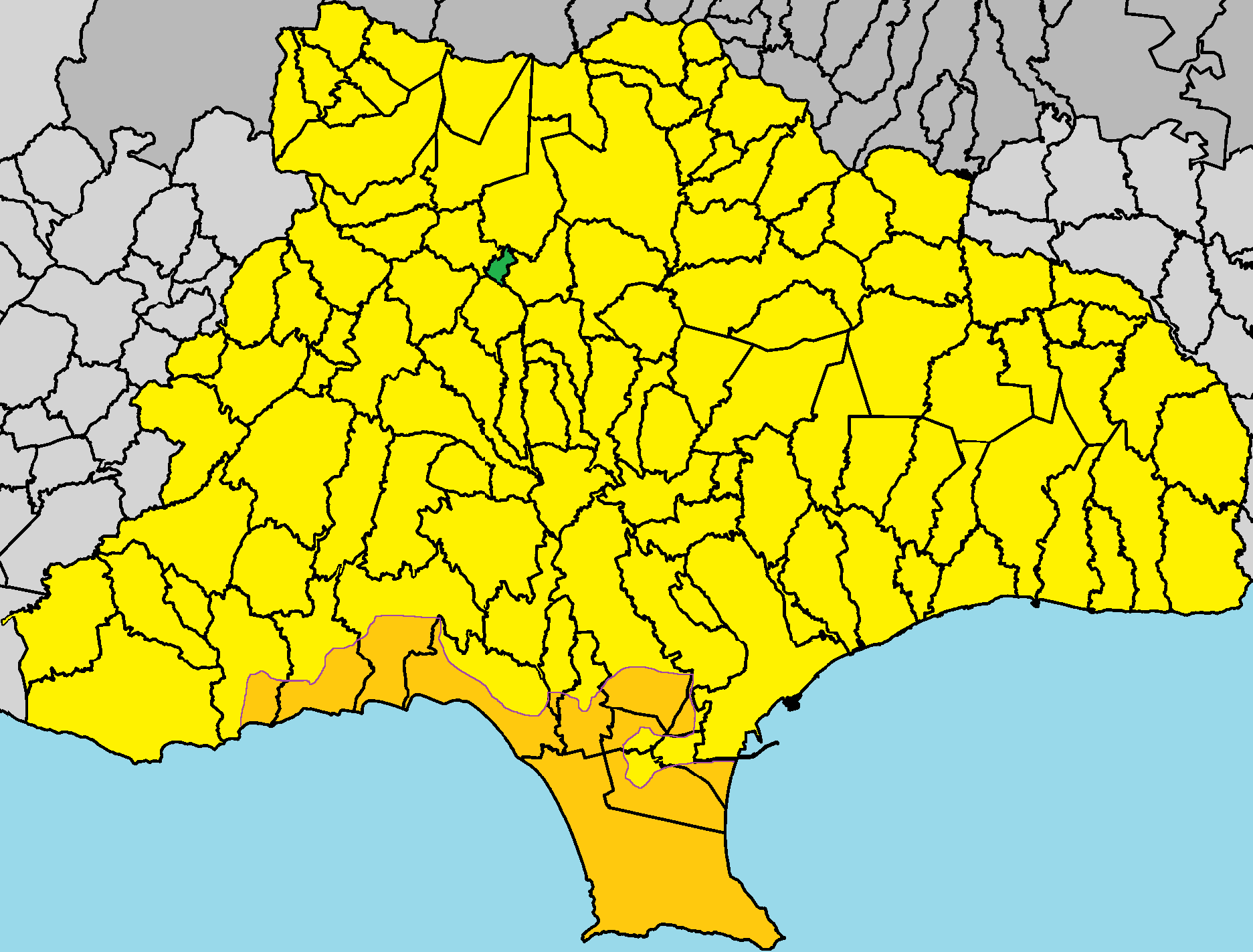
Lage im Bezirk Limassol

Kouka liegt auf der Mittelmeerinsel Zypern auf einer Höhe von etwa 600 Metern, etwa 25 Kilometer nordwestlich von Limassol. Das etwa 1,77 Quadratkilometer große Dorf grenzt im Osten an Trimiklini, im Süden an Silikou, im Westen an Pera Pedi und im Norden an Moniatis.

## Geschichte
Der griechische Gelehrte Georgios Boustronios gibt einige historische Informationen über das Dorf. Es besagt, dass das Dorf von König Jakob II. an Balian Salakha zusammen mit Moniatis vergeben wurde. Ein paar Tage später wurde das Dorf von Moria an Bennett abgetreten. Außerdem erwähnt der Verwaltungsbeamte, Jurist und Historiker Florios Boustronios, dass Kouka zwischen 1464 und 1468 ein Lehnswesen von Gian Perth Fabrices war.

### Bevölkerungsentwicklung
| Jahr      | 1881 | 1891 | 1901 | 1911 | 1921 | 1931 | 1946 | 1960 | 1976 | 1982 | 1992 | 2001 | 2011 | 2021 |
| Einwohner | 51   | 42   | 39   | 56   | 53   | 40   | 46   | 63   | 23   | 16   | 14   | 4    | 27   | 14   |